# Kai Fan Leung
Kai Fan Leung (Hongkong, 11 september 1983) is een dartsspeler uit Hongkong die uitkomt voor de PDC. Hij haalde zijn tourkaart voor 2020/2021 door op de UK Q-School van 2020 een halve finale te winnen. In 2017 won hij een kwalificatietoernooi voor het PDC WK 2018. Op dit WK verloor hij van Paul Lim in de 1e ronde.

## Resultaten op Wereldkampioenschappen

### WDF

#### World Championship
- 2023:  Laatste 32 (verloren van Thomas Junghans met 1-3)
- 2024: Laatste 32 (verloren van Paul Lim met 2-3)

#### World Cup
- 2017: Laatste 64 (verloren van Tahuna Irwin met 2-4)

### PDC
- 2018: Laatste 72 (verloren van Paul Lim met 0-2)